# Damian Maliszewski
Damian Maliszewski (ur. 8 maja 1982 w Rybniku) – polski piosenkarz, kompozytor, autor tekstów, dziennikarz, reporter, felietonista i działacz społeczny zaangażowany m.in. w walkę na rzecz osób LGBT+, kobiet i przyrody.

## Życiorys
Urodził się 8 maja 1982 w Rybniku. Pierwszy utwór muzyczny skomponował w wieku 11 lat. Jest samoukiem. Wychował się w górniczej rodzinie. Oprócz muzyki i dziennikarstwa, zajmuje się fotografią portretową, malarstwem i montażem materiałów wideo.

### Kariera muzyczna
W 2008 wystąpił w programie Szansa na sukces w TVP2 i wziął udział w programie telewizyjnym Fort Boyard jako członek drużyny pod dowództwem aktorki Aleksandry Szwed. W 2009 zadebiutował jako piosenkarz autorską, instrumentalną kompozycją „Jest twoja”, która była wykorzystała w oprawie muzycznej wielu wydarzeń w TVP.
Do muzyki skomponowanej przez Maliszewskiego tańczyła na lodzie Anna Rechnio, polska łyżwiarka figurowa, uczestniczka igrzysk olimpijskich w 1994 i 1998.

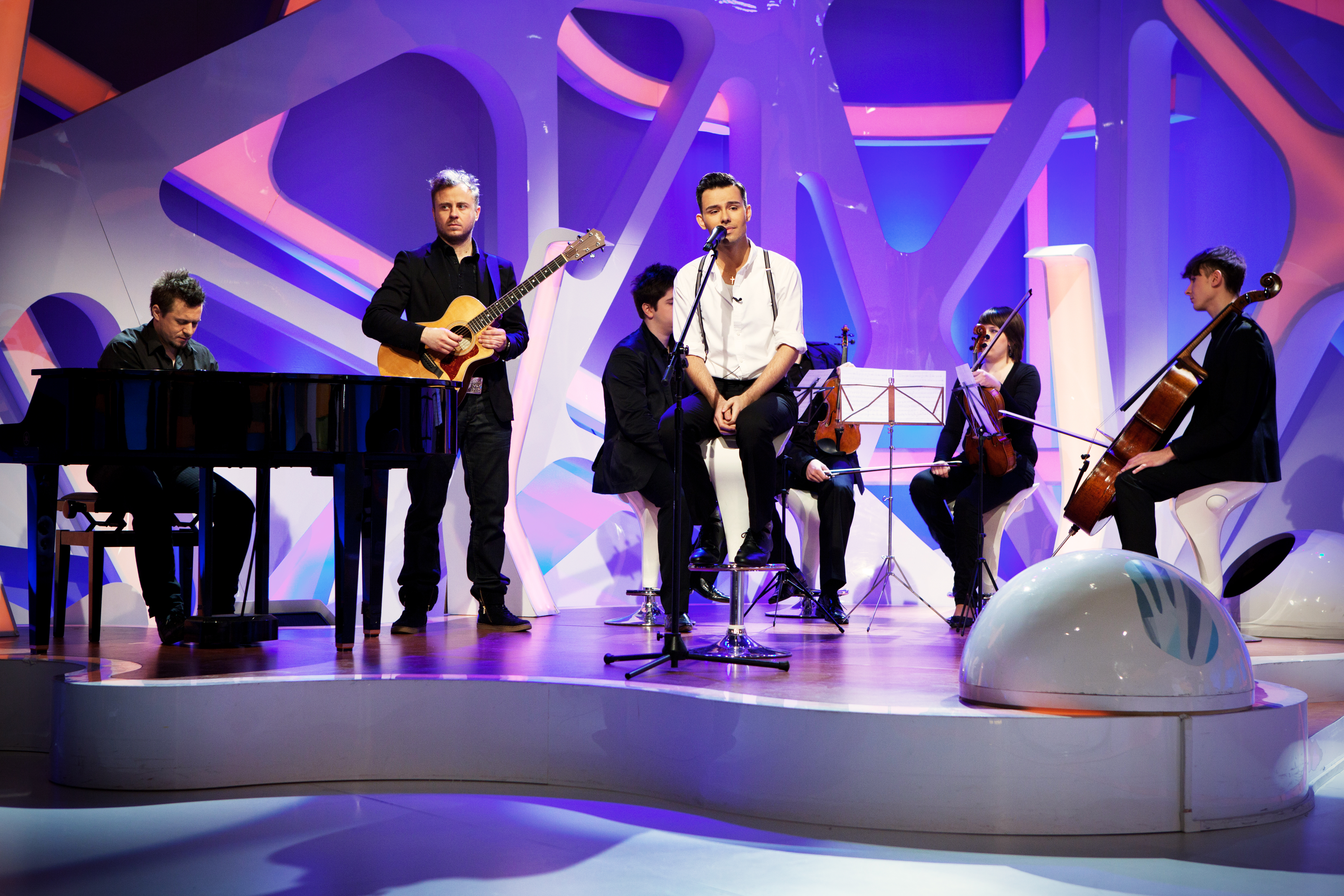
Maliszewski w programie Kawa czy herbata? (2012)

25 czerwca 2011 w kościele Św. Barbary w Rybniku zaśpiewał utwór „Hallelujah” Leonarda Cohena z polskim tłumaczeniem Macieja Zembatego; nagranie wzbudziło duże zainteresowanie w mediach. Dzięki popularności nagrania koncertował w Polsce, Kanadzie i USA.
18 lutego 2012 wydał singiel „Niewinni niedoskonali”, w którego nagraniu uczestniczył Atom String Quartet. Piosenka przez 19 tygodni była notowana na liście przebojów Polskiego Radia RDC, a w ogólnopolskim plebiscycie „Grajmy swoje” radia RDN Małopolska i RDN Nowy Sącz została okrzyknięta piosenką roku.
28 czerwca 2015 nawiązał współpracę z producentem muzycznym Martinem Graffem i wydał singiel „I Still Love You” utrzymany w gatunku house progresywny. 

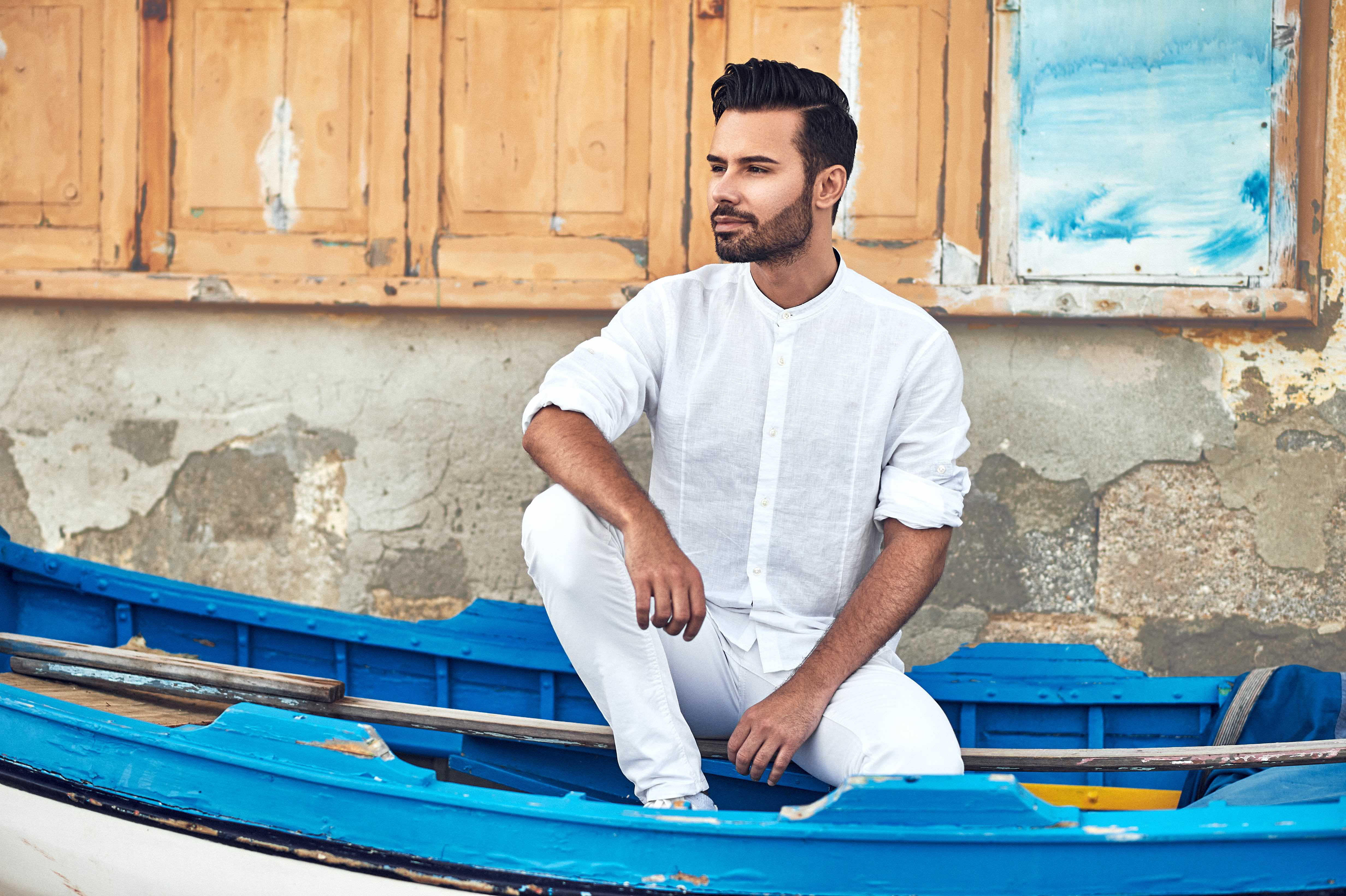
Maliszewski podczas nagrań teledysku do piosenki „Kochaj” (2018)

W listopadzie 2015 wraz z zespołem wyjechał do Kanady i USA, gdzie dał m.in. koncert w Toronto, jak również w Nowym Jorku, Chicago i na Florydzie. Od grudnia 2015 do maja 2016 mieszkał na Key West na Florydzie. W 2017 wydał dwa single mające zwrócić uwagę na sytuację ekologiczną na świecie – „Waterlife” i „Earth – Ziemia”. W marcu 2018 wykonał utwór Franka Sinatry „My Way” w polskiej wersji językowej na jubileuszu 85. urodzin aktorki Zofii Czerwińskiej. 8 czerwca tego samego roku wydał singiel „Kochaj” wraz z teledyskiem; z piosenką trafił na Listę przebojów Programu Trzeciego.

### Kariera dziennikarska
We wrześniu 2009 nawiązał współpracę z Telewizją Polską i został redaktorem prowadzącym oficjalny serwis internetowy programu Fort Boyard. W 2012 zaczął publikować felietony na swoim blogu Od grudnia 2016 do marca 2020 publikował felietony na portalu NaTemat.pl. Publikował także w czasopismach: „Elle Man Magazine”, „Viva!” i „Replika”. W latach 2019–2023 publikował w „Gazecie Wyborczej”, „Wysokich Obcasach”, „Dużym Formacie”, „Wolnej Sobocie” i na portalach Onet i gazeta.pl. 13 października 2019 współprowadził wieczór wyborców w „Gazecie Wyborczej”. Poza tym publikuje w mediach społecznościowych felietony, w których porusza tematy społeczne.

## Dyskografia
Single
- 2008 – „Jest twoja”
- 2012 – „Niewinni niedoskonali”
- 2014 – „Hallelujah”
- 2015 – „I Still Love You”
- 2017 – „Waterlife”
- 2017 – „Earth – Ziemia”
- 2018 – „Kochaj”

## Wybrane publikacje
„Duży Format”
- „Co się stało w Homokomando?” – reportaż o aktywiście LGBT+ i gwałcie z bronią w ręku, którego miał się dopuścić na innym mężczyźnie[52][53][54][55].
- „Moje martwe imię” (2021) – reportaż o transpłciowych chłopakach: Janku i Ksawerym[56].

„Wolna Sobota”
- "Wojna i miłość" (2022)[57].
- "Modlitwa za Michała" – reportaż o 30-letnim Michale, geju, który popełnił samobójstwo z powodu prześladowań[58][59][60]

Wysokie obcasy
- „Mama, mama i Nadzieja” – wywiad ze srebrną medalistką Igrzysk Olimpijskich w Tokio, żeglarką Jolantą Ogar-Chill i jej żoną Chuchie Ogar-Hill; rozmowę ilustrowało zdjęcie pary, zrobione im w szpitalu po porodzie córki Nadziei[61][62][63][64].

„Przegląd Ateistyczny”
- „Tu nie ma Boga”[65]

„Replika”
- "Święta Chemia"[46].

## Działalność społeczna
Jako nastolatek był wolontariuszem w Warsztatach Terapii Zajęciowej w Rybniku. W latach 2012–2014 organizował w Polsce zbiórki odzieży, żywności, a także przyborów szkolnych, które następnie wysyłał do Domów Dziecka w Ugandzie i Gambii. Organizował ogólnopolskie zbiórki środków finansowych i karmy dla potrzebujących zwierząt. W kwietniu 2017 zorganizował akcję pomocową dla świebodziczan, którym zawaliła się kamienica.
W marcu 2017 zorganizował zbiórkę dla Michała Włodarskiego, który zapadł w śpiączkę po zatruciu się tlenkiem węgla. W czerwcu 2018 zaangażował się w akcję pomocową dla Pawła Reka, który zapadł w śpiączkę; w dwóch zbiórkach zebrał dla chłopca 500 tys. zł. Obu pacjentów dzięki zebranym środkom i rehabilitacji udało się wybudzić ze śpiączki.
W 2019 nagłośnił akcję protestacyjną Polskich Babć, które w każdy czwartek protestowały w Warszawie przy Rondzie Charles'a de Gaulle'a przeciwko polityce Prawa i Sprawiedliwości i dyskryminacji osób LGBT.

## Życie prywatne
W ramach protestu przeciwko działaniom Kościoła katolickiego, w 2021 dokonał apostazji. W maju 2022 dokonał tzw. coming outu jako gej. Od 2006 mieszka w Warszawie.